# Sindicato Nacional de Trabajadores de la Educación
 (novembre 2017).
Le Sindicato Nacional de Trabajadores de la Educación (SNTE), mot-à-mot "syndicat national des travailleurs de l'éducation" est au Mexique l'un des plus grands syndicats professionnels en Amérique latine, regroupant plus de 650 000 membres. 
Formé en 1949, le SNTE se compose de sections locales dans chacun des États du Mexique. Durant la majorité de son existence, le SNTE s'est comporté comme un syndicat de type corporatiste[réf. nécessaire] (pris au sens de l'histoire contemporaine du Mexique), aligné au parti au pouvoir après la révolution mexicaine, le parti révolutionnaire institutionnel. À ce titre, il fut accusé d'avoir à sa tête des dirigeants syndicaux, les líders charro, qui émargeaient auprès des sphères gouvernementales [réf. nécessaire] et se révéleraient selon leurs détracteurs de piètres démocrates. [réf. nécessaire]
Par suite de ces accusations qui se déroulèrent à la fin des années 1970 [réf. nécessaire], certaines sections ont exigé des réformes démocratiques dans l'organisation de la fédération syndicale. Ces revendications ont fait tomber le secrétaire de la SNTE, Carlos Jongitud Barrios, en 1989.[réf. nécessaire]

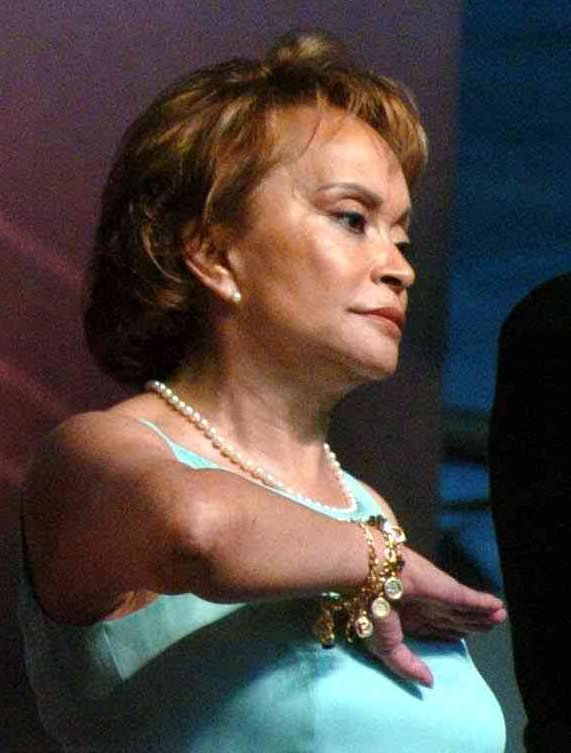
Elba Esther Gordillo.

Le président actuel est Juan Díaz de la Torre (es) successeur d'Elba Esther Gordillo, une enseignante, dont le tremplin fut le PRI [réf. nécessaire] et qui a créé depuis le Partido Nueva Alianza, nouvelle formation qui a joué un rôle lors des toutes dernières élections présidentielles du Mexique.[réf. nécessaire]. Emprisonnée en 2013 sous l'accusation de détournement de 2 milliards de pesos.
C'est la section 22 du SNTE qui a amorcé la grève des professeurs, le 22 mai 2006, un évènement local à la ville de Oaxaca, qui ensuite a pris des proportions d'une ampleur autrement différente.[réf. nécessaire]